# Andoain
Andoain és un municipi de Guipúscoa (País Basc). Forma part de la comarca de Donostialdea i limita amb els municipis d'Aduna, Zizurkil, Berastegi, Elduain, Lasarte-Oria, Urnieta, Villabona-Amasa i Zubieta. És travessat pels rius Oria i Leizaran, afluent de l'anterior. Aquest últim riu forma una vall d'alt valor ecològic que arriba fins a Leitza, Navarra, la Vall del Leizaran.

## Economia
Les següents indústries d'Andoain superen els 50 treballadors en plantilla: 
- Cortusametal Mecanica:mecanització i tractament de metalls i poliamida per a la indústria del metall-cautxú.
- Electrotécnica del Urumea (Euskabea): instal·lacions i muntatges elèctrics[1]
- Industrias de Transformación de Andoain (Itasa): papers siliconats.[2]
- Industrias Químicas Textiles (Inquitex): fabricació de fibres sintètiques[3]
- Intex: productes ortopèdics[4]
- Krafft: productes químics per a l'automòbil, la indústria i la construcció.[5]
- Latz: eines de tallar. Pertany a MCC.[6]
- Orbelan Plásticos: pertany a CIE Automotive. Peces per a automoció fabricades per injecció de plàstic.
- Papelera del Leizarán (Galgo Paper): fabricació de paper[7]
- Plastigaur: fabricació de film de polietilè retràctil[8]
- ThyssenKrupp Elevator Manufacturing Spain (antiga Ascensors Cenia): ascensors, montacàrregues i escales mecàniques[9]

## Demografia
| 1900  | 1910  | 1920  | 1930  | 1940  | 1950  | 1960  | 1970   | 1981   | 1991   | 2001   | 2005   |
| ----- | ----- | ----- | ----- | ----- | ----- | ----- | ------ | ------ | ------ | ------ | ------ |
| 2.866 | 2.850 | 3.322 | 3.710 | 3.850 | 4.647 | 7.060 | 11.818 | 16.187 | 15.265 | 14.061 | 13.993 |

## Festes
- Santa creu: 3 de Maig.
- Sant Joan: 24 de Juny.

## Monuments

### Monuments religiosos
- Església Parroquial de San Martín de Tours: obra barroca del segle xviii, de planta de creu llatina, que dona suport les seves voltes en grans pilastres. Va substituir la primitiva parròquia d'Andoain que es trobava al peu del mont Buruntza, en una ubicació apartada del centre del poble.
- Ermita de la Santa Cruz de Zumea: ermita situada en el nucli urbà. Posseïx un crist tallat d'estil gòtic.
- Ermita de San Esteban a Goiburu: ermita situada al barri de Goiburu.
- Església Parroquial de Sorabilla: església parroquial del barri de Sorabilla.

### Monuments civils
- Casa consistorial (Udaletxea): construïda en el segle xviii. És la seu de l'ajuntament.
- Centre Cultural Bastero (Bastero Kulturgunea): és un edifici avantguardista inaugurat en 2003 que serveix com casa de cultura del municipi. Va ser dissenyat pel gabinet de l'arquitecte Luis Peña Ganchegui.
- Casa-torre Izturitzaga

## Administració
| 2023 | Andoni Alvarez Lete (EH Bildu)                      |
| 2019 | Maider Lainez Lazcoz (PSE-EE)                       |
| 2015 | Ana Karrere Zabala (EH Bildu)                       |
| 2011 | Ana Karrere Zabala (Bildu)                          |
| 2007 | José Antonio Pérez Gabarain (PSE-EE)                |
| 2003 | José Antonio Pérez Gabarain (PSE-EE)                |
| 1999 | José Antonio Barandiaran Ezama (Euskal Herritarrok) |
| 1995 | José Antonio Pérez Gabarain (PSE-EE)                |
| 1991 | Pilar Collantes (PSE-EE)                            |
| 1987 | Carlos Sanz Díez de Ure (Euskadiko Ezkerra)         |
| 1983 | Francisco Irigoras (EAJ-PNB)                        |
| 1979 | José Antonio Pérez Gabarain (Euskadiko Ezkerra)     |

En les eleccions de 2007 el partit més votat va ser el PSE-EE/PSOE que va aconseguir 8 regidors, seguit del PNB amb 4. Ezker Batua-Aralar va obtenir 2 regidors, igual que el PP i Eusko Alkartasuna va obtenir un únic regidor.

## Personatges il·lustres
Per data de naixença
- Manuel de Larramendi (1690-1766): sacerdot jesuïta i filòleg.
- Agustín de Leiza (1694-1763): va ser benefactor andoaindarra que va fer fortuna a San Salvador de Jujuy (Argentina) amb negocis de bestiar, contribuint amb la seva fortuna a la construcció d'una nova església a Andoain, l'actual església parroquial de San Martín de Tours. Dos carrers i una placeta de la localitat duen el seu nom.
- Juan Bautista Erro (1773-1854): sacerdot, escriptor i ministre d'Hisenda del rei Ferran VII d'Espanya i del pretendent carlista Carles Maria Isidre de Borbó.
- Pedro Manuel de Ugartemendía (1770-1835): arquitecte. Va ser l'encarregat de portar a terme la reconstrucció de la ciutat de Sant Sebastià. Membre de la Reial Acadèmia de Belles Arts de San Fernando.
- Joaquín Larreta (-1910): enginyer i escriptor en euskera.
- Ambrosia Olabide (1829-1913): va ser la segona superiora de la congregació de les Germanes Oblatas del Santíssim Redemptor.
- Juana Josefa Cipitria y Barriola Mare Cándida (1854-1912): religiosa fundadora de les Jesuïtines i beata de l'Església Catòlica.
- Modesto Huici (1878-1919): destacat metge de principis del segle xx
- Carmelo Balda (1897-1963): va ser jugador de pilota basca (palista) i president-fundador de la Federació Internacional de Pilota Basca,
- Patxi Etxeberria (1900-1989): sacerdot jesuïta i escriptor en euskera.
- Martín Ugalde (1921-2004): escriptor, periodista i fomentador de la cultura basca.
- Rikardo Arregi (1942-1969): periodista i acadèmic de l'Euskaltzaindia.
- Joseba Arregui (1946): va ser conseller de cultura del Govern Basc. Després d'abandonar el PNB va formar l'associació cultural Aldaketa, crítica amb el nacionalisme governant.
- Pello Artola (1948): porter internacional de futbol en els anys 70 i 80
- Joseba Pagazaurtundua Ruiz (Hernani, 1958 - Andoain, 8 de febrer de 2003): ex-Cap de la Policia Local d'Andoain, víctima d'ETA.
- Joseba Egibar Artola (1959): dirigent del PNB.
- Pello Irazu (1963): escultor.
- Mikel Abrego: músic integrant de bandes com BAP!!, Negu Gorriak, Nación Reixa, Parafünk o Inoren Ero Ni.